# HD 30127
HD 30127，又名BD-18 906，SAO 149856、HR 1513，是一颗恒星，视星等为5.53，位于銀經216.98，銀緯-36.2，其B1900.0坐标为赤經4h 39m 43s，赤緯-18° -36.2′ 8″。